# شوح يوانبواشاني
شوح يوانبواشاني (الاسم العلمي:Abies yuanbaoshanensis) هو نوع من النباتات يتبع جنس الشوح من الفصيلة الصنوبرية.